# Fine Line (Paul McCartney)
Fine Line è un brano di Paul McCartney, pubblicato sul suo album Chaos and Creation in the Backyard del 2005. È stato pubblicato come singolo, il suo cinquantacinquesimo, prima dell'uscita dell'LP.

## Il brano

### Registrazione
Fine Line venne registrato agli AIR Studios di Londra, e mixato negli Ocean Way Recording di Los Angeles. Il produttore era Nigel Godrich, l'assistente di produzione Dan Grech-Marguerat e l'ingegnere del suono Darrel Thorp.

### Pubblicazione ed accoglienza
La copertina venne disegnata da Brian Clarke, con la direzione artistica di McCartney e Stylorouge London. Un singolo, con la traccia Growning up Falling down su lato B, è stato pubblicato dalla Parlophone con il numero di serie R 6673 per il vinile e CDR 6673 per il CD il 29 agosto 2005. Il disco è entrato in classifica il 4 del mese successivo, arrivando alla ventesima posizione, e ne è uscito la settimana successiva. Alla fine dell'anno ha venduto circa 5 500 copie. Nei Paesi Bassi, il singolo è arrivato alla ventottesima posizione, in Svezia alla quarantaseiesima, in Danimarca alla diciassettesima, in Spagna alla ventesima ed in Germania alla settantesima. Un'altra edizione del singolo consiste in un CD, contenente la sola traccia Fine Line; è stata pubblicata con il numero di catalogo CDRDJ 6673. Inoltre, c'è una terza edizione contenente, al posto di Growning up Falling Down, Comfort in Love, ed una quarta con ambedue le b-sides. Fine Line ha ricevuto una nomination per i Grammy Award del 2006. All'interno della versione in vinile del singolo, confezionata con molta attenzione, è presente un poster di circa 14", contenente il testo del brano.

## Formazione
- Paul McCartney: voce, chitarra acustica Martin D28, chitarra elettrica Epiphone Casino, basso elettrico Höfner, pianoforte Bösendorfer, pianoforte Baldawin Spinet, batteria Ludwig, tamburello, shakers
- Millennia Ensemble, condotto da Joby Talbot: archi

L'arrangiamento degli archi è ad opera di Talbot.